# Schwanentorbrücke

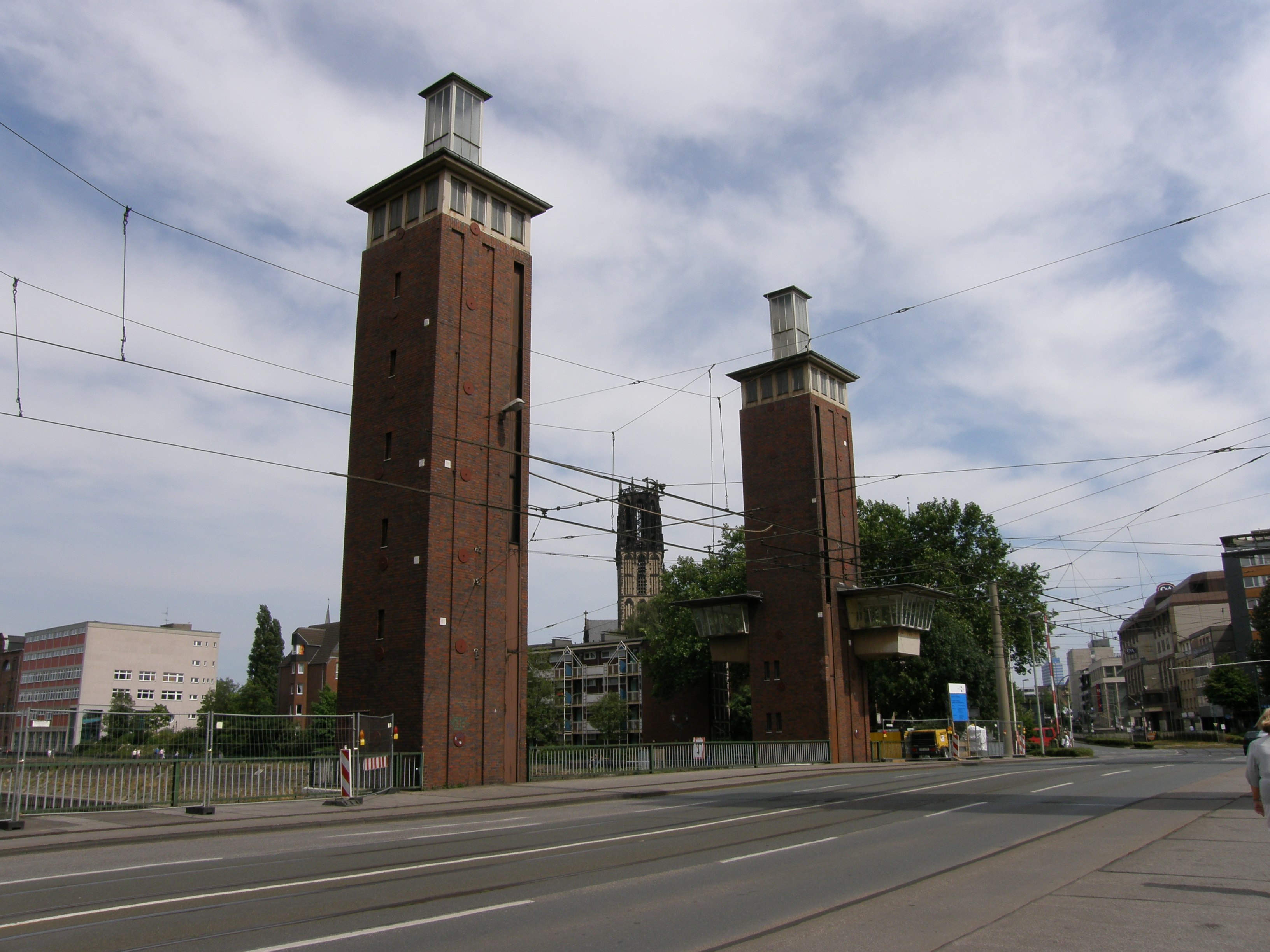
Die Schwanenstraße mit den beiden östlichen Türmen, hinten das Wärterhäuschen

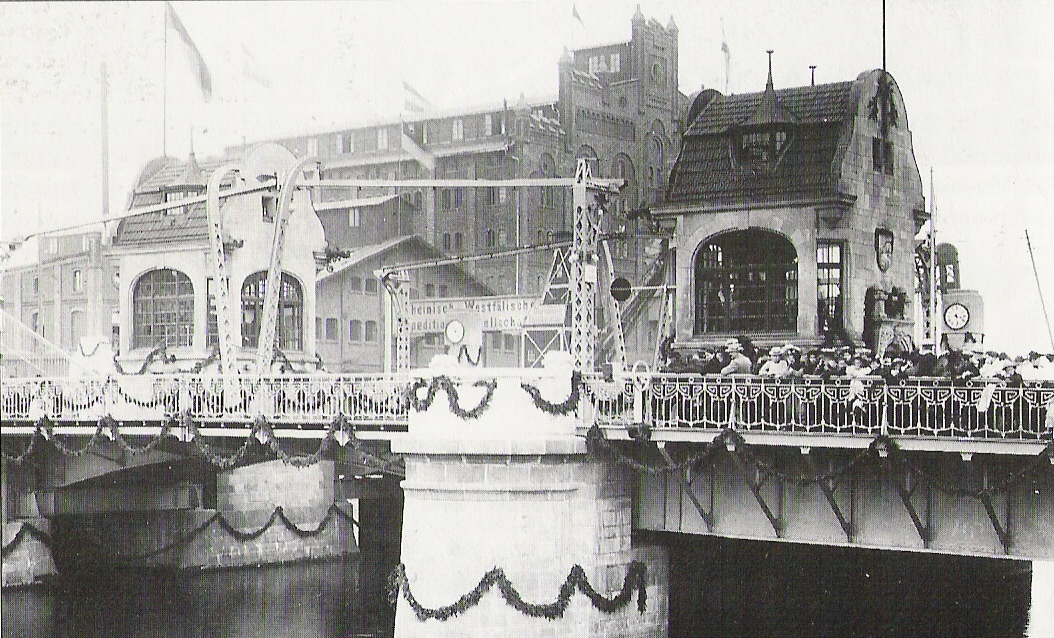
Historische Aufnahme von 1904

Die Schwanentorbrücke ist eine von drei Hubbrücken in Duisburg. Sie überquert den Innenhafen und verbindet damit die Innenstadt mit Kaßlerfeld und Ruhrort. Sie wird von Fußgängern, Radfahrern, Automobilen und der Straßenbahn benutzt. Die Durchfahrtshöhe bei mittlerem Normalwasserstand und ohne Hebung der Plattform beträgt 5,50 Meter.
Die Brückenplattform in der Mitte der vier quadratischen Türme wird bei Bedarf ca. zehn Meter hochgehoben. Seile und Gegengewichte befinden sich in den Türmen. Diese sind mit Ziegeln verkleidet, haben paarweise angeordnete Fensterschlitze und ein verglastes Obergeschoss. Sie werden oben jeweils von Gaslaternen abgeschlossen. In einem der Türme ist ein Wärterhäuschen eingebaut, welches die Hebung der Schwanentorbrücke ebenso wie die der Buckelbrücke steuert.

## Geschichte
Im Mittelalter lag an dem damals noch hier vorbeiführenden toten Rheinarm als Teil der Stadtbefestigung das Schwanentor. Vermutlich gab es eine Fährverbindung. Nach der Wiederbelebung der Verbindung zum Rhein – durch den Bau des Ruhr-Kanals – wurde 1841 zunächst eine hölzerne Zugbrücke errichtet, die mehrfach erneuert und ausgebaut wurde. Nach Ausbau des Innenhafens wurde dann 1904 eine elektrisch betriebene Klappbrücke (siehe historisches Bild) gebaut, welche allerdings gegen Ende des Zweiten Weltkrieges durch einen Bombenangriff zerstört wurde.
Die heutige Hubbrücke ist eine Konstruktion des Architekten Hans-Siegfried Persch, die 1950 angelegt wurde. Bauherr war die Stadt Duisburg. Die Spannweite beträgt 18 Meter, die Fahrbahnbreite 22 Meter, die Türme sind 20 Meter hoch. Am 8. Dezember 1986 wurde die Brücke unter Denkmalschutz gestellt.
Seit dem 9. April 2018 wird die Brücke in zwei Bauabschnitten saniert. Das Mauerwerk der Türme wird dabei entfernt, die innere Stahlkonstruktion instand gesetzt und danach das Mauerwerk wiederhergestellt. Die Fenster der Türme werden aus- und nach der Restaurierung zurück eingesetzt. Zuerst werden die westlichen zwei Türme neun Monate saniert, dann die östlichen in den folgenden neun Monaten.

## Lage
Westlich liegt das Marientor, das sowohl Brücke als auch Schleuse und Hochwasser-Sperrwerk zum Außenhafen und damit zum Rhein ist. Östlich liegt das Becken des Innenhafens.
Auf der südlichen Innenstadtseite der Schwanentorbrücke liegt am Calais-Platz der Steiger Schwanentor, der über flache Rampen erreichbar ist. Dort legen die Rundfahrtschiffe an. Auf der anderen Seite führt die Hafenpromenade am Kleinen Kampfmeyer-Speicher (darin befinden sich das Kultur- und Stadthistorische Museum Duisburg und das Museum Stadt Königsberg) vorbei zum Garten der Erinnerung und der Speicherzeile des hinteren Hafenbeckens.
Auf der nördlichen Seite der Brücke liegt westlich das Kontorhaus, ein ehemaliger Kornspeicher, der heute als Büro- und Dienstleistungsgebäude genutzt wird. Gegenüber befindet sich der ehemalige RWSG-Speicher, heute Gebäudeteil des Landesarchivs Nordrhein-Westfalen.
Die über die Brücke führende Schwanenstraße verbindet die Altstadt von Duisburg mit dem Ortsteil Kaßlerfeld.